# Vincent Cronin
Pour les articles homonymes, voir Cronin.
Vincent Cronin (24 mai 1924 - 25 janvier 2011) est un homme de lettres britannique, biographe, et historien. Il est connu pour ses biographies de Louis XIV, Louis XVI et Marie Antoinette, Catherine II de Russie et Napoléon, aussi bien que pour ses livres sur la Renaissance.
Il est le fils de l'écrivain A. J. Cronin (1896-1981).

## Biographie
Vincent Archibald Patrick Cronin naît à Tredegar (pays de Galles) et suit ses études au Ampleforth College, à l'Université Harvard, La Sorbonne, et au Trinity College de l'Université d'Oxford, où il obtient une maîtrise avec les honneurs en 1947.
Pendant la Seconde Guerre mondiale, il exerce les fonctions d'un lieutenant dans la British Army.
En 1949, il se marie avec Chantal de Rolland. Les Cronins sont des résidents de longue durée de Londres, Marbella et du manoir de Brion à Dragey-Ronthon, en Basse-Normandie.
Récompensé par le prix de Heinemann (1955) et le prix de la Fondation Rockefeller (1958), Cronin est membre de la Société royale de littérature.

## Œuvres
- L'Île au rayon de miel: une Quête sicilienne (1954)
- Le sage venu de l'Occident : Matteo Ricci et sa Mission de la Chine (1955)
- La Dernière Migration (1957) (sur la tribu Faiqani de la Perse Sud)
- "T. S. Eliot comme un Traducteur." T. S. Eliot : un Symposium pour Son Soixante-dixième Anniversaire. Rédacteur, Neville Braybrooke, 129-137 (1958)
- Une Perle en Inde : la Vie de Roberto de Nobili (1959)
- La lettre Après Z (1960)
- Le Guide de Compagnon à Paris (1963 - première édition)
- Louis XIV (1964)
- Les Six cents Premiers Ans par Jean Danielou et Henri Marrou (1964)
- Quatre Femmes dans la poursuite d'un Idéal (1965) (aux sujets de Caroline de la Baie, Marie D'Agoult, Eve Hanska et Marie Bashkirtseff; aussi publié comme La Voie Romantique, 1966)
- La Renaissance florentine (1967)
- Mary Portrayed (1968)
- L'Idéal Classique à Florence. Les essais par les Mains Diverses, le Volume XXXV : 23-39 (1969)
- La Fleuraison de la Renaissance (1969)
- Napoléon (1971) (aussi publié comme Napoléon Bonaparte : une Biographie Intime, 1972)
- L'Horizon l'Histoire Concise de l'Italie (1972)
- Louis et Antoinette (1974) l' (ISBN 0-8095-9216-9)
- Catherine, l'Impératrice de Toutes les Russies (1978)
- La Terre, le Cosmos et l'Homme  (1981)
- Paris sur la Veille, 1900-1914 (1989)
- La Renaissance (1992)
- Paris : la Ville de Lumière, 1919-1939 (1994)
- Mattéo Ricci, le sage venu de l'Occident (2010)